# منامین
منامین روستایی است که در استان اردبیل، شهرستان خلخال، بخش خورش رستم، دهستان خورش رستم شمالی قرار دارد.
روستای منامین از جمله روستاهای هدف گردشگری شهرستان خلخال  است.
روستای منامین در حاشیه رود قزل اوزن قرار گرفته و در منطقه ای سرسبز و خوش آب و هوا واقع شده است.
این روستا دارای شالیزارهای برنج بسیار زیادی است که در حاشیه رود قزل اوزن قرار دارد. برنج این روستا از بی نظیر ترین برنج های کشور می‌باشد. علاوه بر برنج این روستا دارای باغات زیادی همانند گردو، بادام، زردآلو، انار، گیلاس، آلو، هلو، سیب، به، گلابی، توت، انجیر و انگور است .
خاک این روستا همانند بقیه روستاهای خلخال حاصلخیز است.
رودخانه خروشان قزل اوزن تامین کننده آب باغات و مزارع این روستا است

## جمعیت
بر اساس سرشماری سال ۱۳۸۵ جمعیت این روستا ۳۵۷ نفر با ۱۱۱ خانوار بوده‌است.